# Muggesfelder See
Der Muggesfelder See ist ein See im Kreis Segeberg in der Ortschaft Nehms im deutschen Bundesland Schleswig-Holstein südlich der Ortschaft Tensfeld. Er ist ca. 27 ha groß und bis zu 20,7 m tief.